# Čeburek

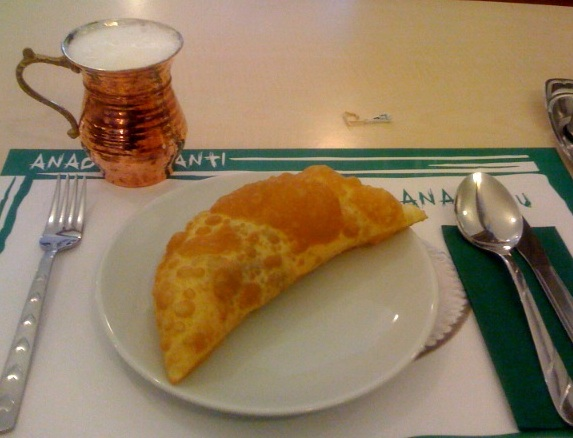
Čeburek s ajranem

Čeburek (krymskotatarsky: çiberek) je fritovaná kapsa z těsta, jehož základem je mouka, sůl a voda. Tato kapsa je plněná masovou směsí ochucenou cibulí a pepřem. Obvykle se poté smaží v slunečnicovém nebo kukuřičném oleji. Podobným pokrmem je burek.
Čeburek pochází původně z kuchyně Krymských Tatarů, ale běžně se s ním lze setkat v zemích bývalého Sovětského svazu, nebo v místech, kde žije krymskotatarská komunita (Rumunsko, Turecko).

## Galerie

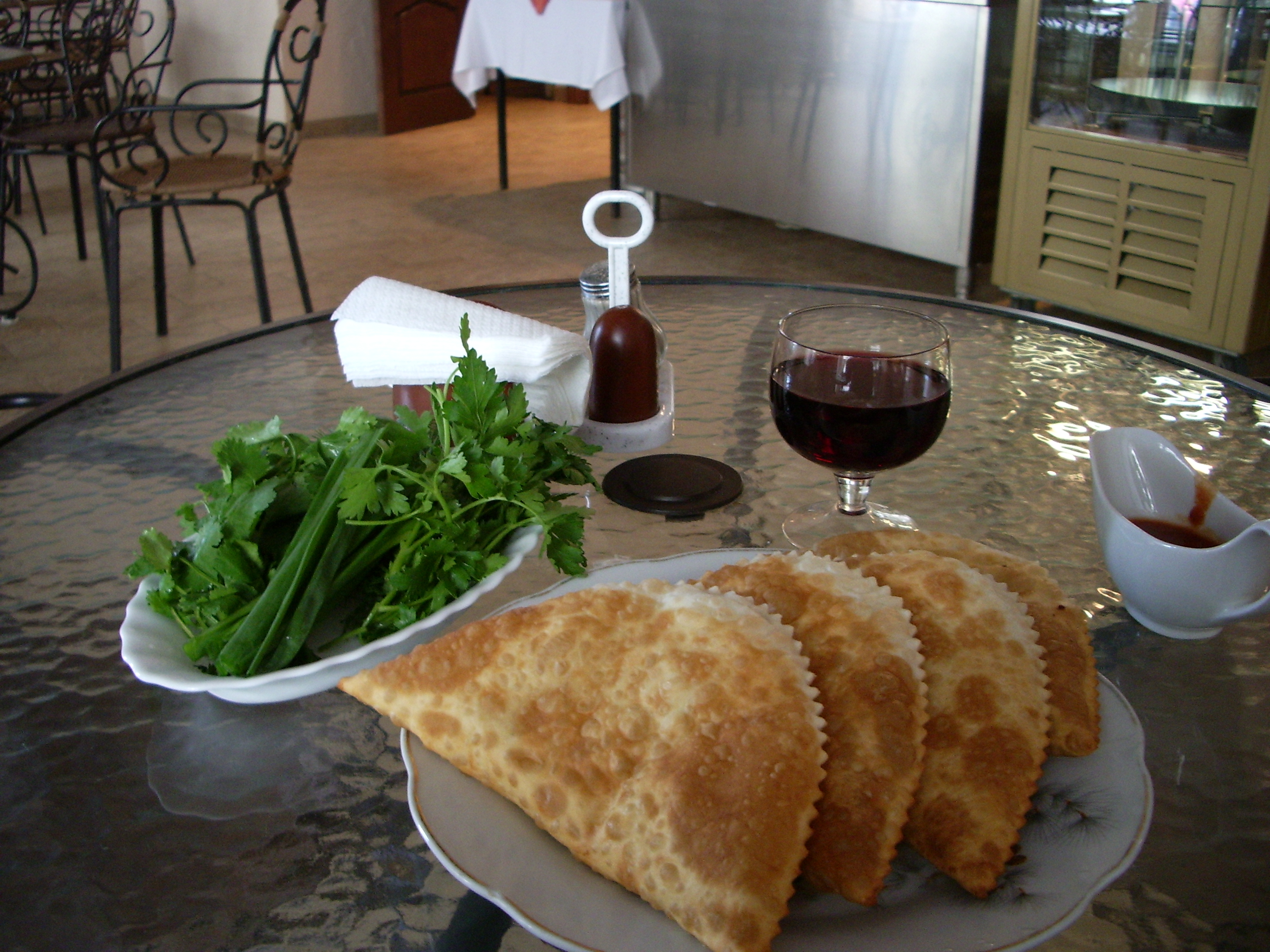
Čebureky v kavárně v Petrohradě
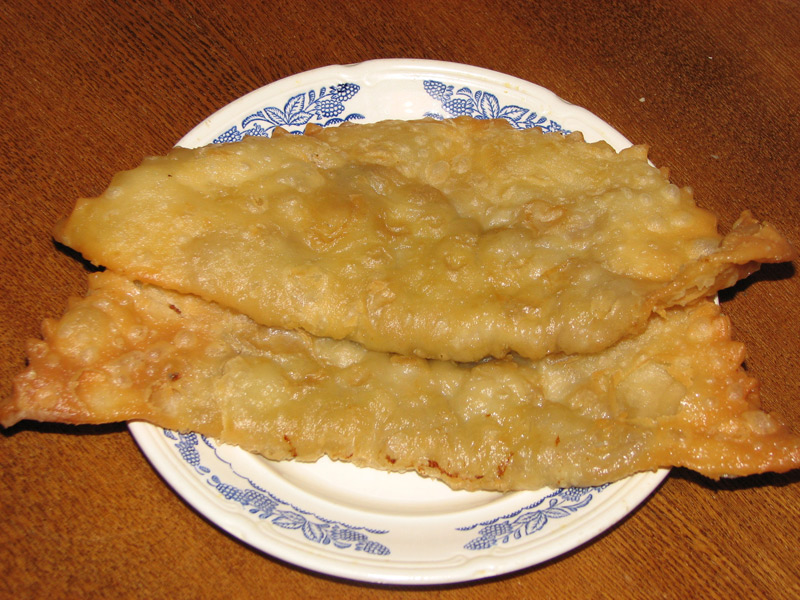
Čebureky
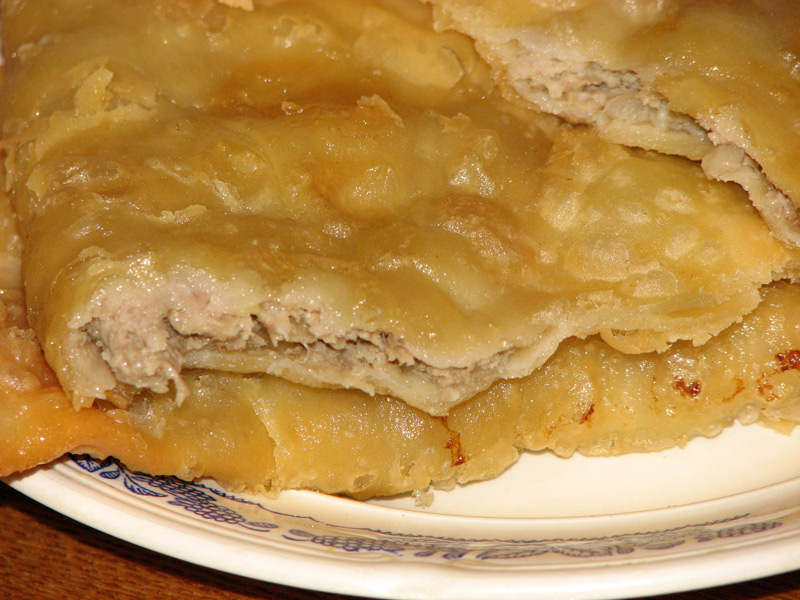
Řez